# Stephanopis elongata
Stephanopis elongata là một loài nhện trong họ Thomisidae.
Loài này thuộc chi Stephanopis. Stephanopis elongata được miêu tả năm 1871 bởi Bradley.